# Kanton Neuenburg
Koordinaten: 47° 0′ N, 6° 47′ O; CH1903: 550330 / 205312
Neuenburg (Kürzel NE; schweizerdeutsch Nöieburg; französisch, italienisch und rätoromanisch Neuchâtel [nœʃɑtɛl, nøʃɑtɛl]), amtlich französisch République et Canton de Neuchâtel (Republik und Kanton Neuenburg), ist ein Kanton in der Romandie, dem frankophonen Landesteil der Schweiz, und zählt zur Grossregion Espace Mittelland und der Hauptstadtregion Schweiz. Der Hauptort und gleichzeitig die nach der Einwohnerzahl grösste Gemeinde ist die gleichnamige Stadt Neuenburg (Neuchâtel).

## Geographie und Natur
Das Gebiet des Kanton Neuenburg liegt grösstenteils im Schweizer Juragebirge und dazu mit einem schmalen Landstreifen auch am Jurasüdfuss und im Schweizer Mittelland. Die Gemeinden am Nordufer des Neuenburgersees gehören zur Region Littoral, die im Nordosten auch das Gebiet zwischen dem Zihlkanal (Canal de la Thielle) und dem Jurafuss bis hin zum Bielersee umfasst. Der Kanal bildet zwischen den beiden Seen die Grenze zum Kanton Bern. Der bei den Juragewässerkorrektionen im 19. und 20. Jahrhundert ausgebaute Zihlkanal bewirkt den hydrologischen Ausgleich des Wasserstands der beiden Seen, der normalerweise auf 429 m ü. M. liegt. Der 8,5 Kilometer lange Kanal wird von zwei Strassenbrücken und einer Eisenbahnbrücke überquert und dient als Wasserstrasse zwischen den Jurarandseen.
Die Hauptstadt Neuenburg erstreckt sich acht Kilometer weit am Nordufer des Neuenburgersees und umfasst oberhalb davon eine grosse Siedlungsfläche am Südhang des Berges Chaumont und, seit der Eingliederung der früheren Gemeinden Corcelles-Cormondrèche, Peseux und Valangin im Jahr 2021, auch ein Gebiet bis Serroue westlich der Seyonschlucht. Am Neuenburgersee gibt es heute, nachdem sich die Zahl der Gemeinden im Kanton durch weitere Zusammenschlüsse stark verkleinerte, noch fünf andere Neuenburger Gemeinden: westlich der Hauptstadt sind es La Grande Béroche (an der Grenze zum Kanton Waadt), Cortaillod, Boudry (an der Mündung der Areuse in den See) sowie Milvignes und östlich davon die 2025 gebildete Gemeinde Laténa. Am Zihlkanal bestehen die Gemeinden Cornaux, Cressier und Le Landeron. Dieses historische Städtchen, das sich von einer mittelalterlichen Kleinstadt aus entwickelte, liegt am Bielersee und grenzt sowohl südlich des Zihlkanals als auch nördlich des Bielersees, im Wildbach Ruisseau de Vaux, an den Kanton Bern.
Nördlich von Neuenburg liegt das ausgedehnte Bergtal Val de Ruz, das weitgehend dem Einzugsgebiet des Seyon entspricht. Mit einer grossen Gemeindefusion 2013 wurden fast alle früher selbständigen politischen Kleingemeinden Teile der neuen Einheit Val-de-Ruz. Mit 15 beteiligten Orten war es einer der umfangreichsten Gemeindezusammenschlüsse in der Schweiz. Nur Valangin, das historische Verwaltungszentrum des Tales, beteiligte sich nicht an diesem Regionalprojekt und vereinigte sich später mit der Kantonshauptstadt. Das Gebiet von Val-de-Ruz umfasst im Norden und im Nordwesten eine Berglandschaft des Faltenjuras mit mehreren hohen Gipfeln des Kantons und Weideflächen. Die markantesten Erhebungen sind der Mont Racine (1439 m ü. M.), die Tête de Ran (1422 m ü. M.) und die höchste Stelle des Kantons (1553 m ü. M.) auf dem Berggrat am Chasseral.

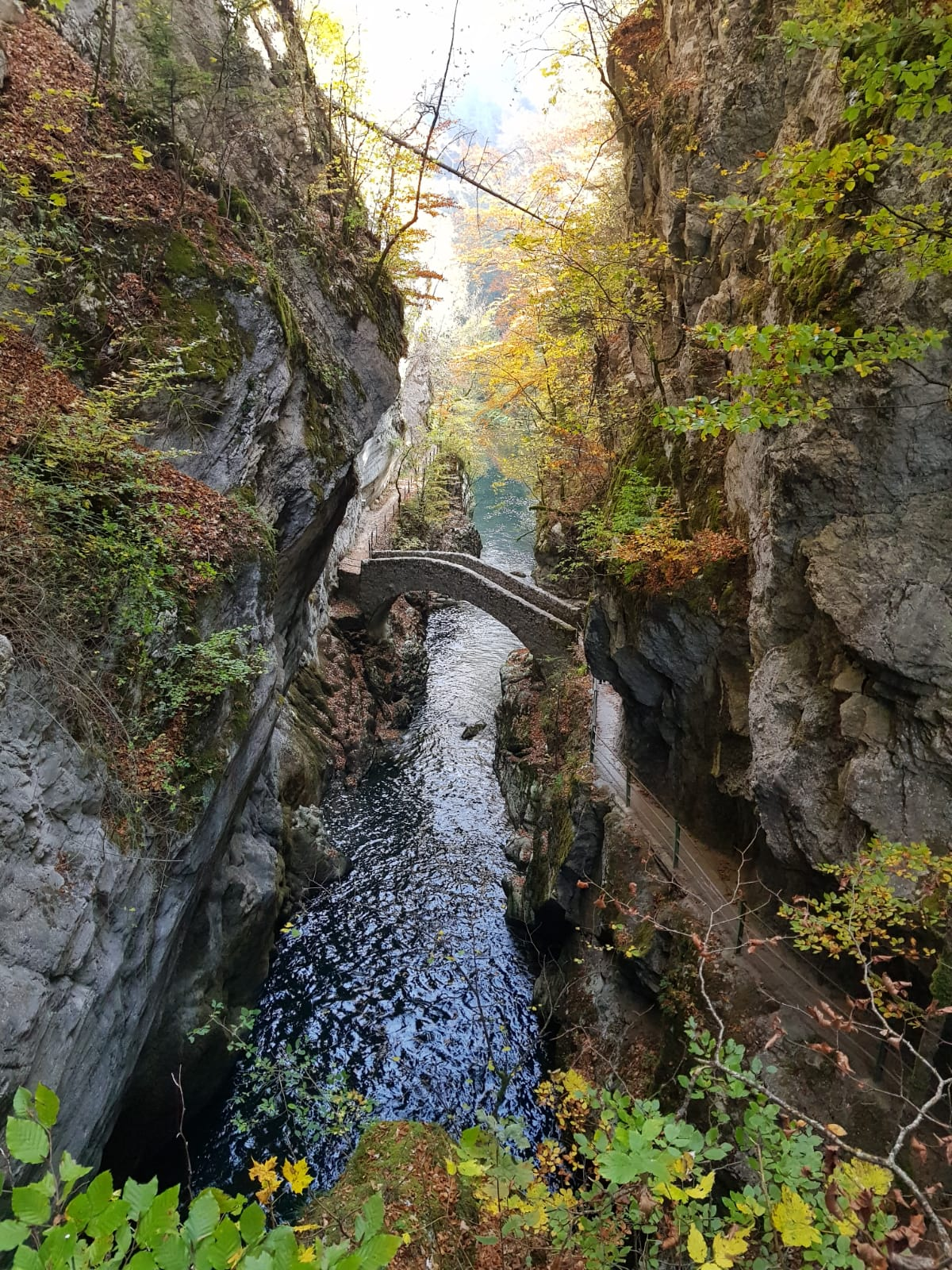
Brücke Pont du Saut-de-Brot in der Areuseschlucht

Die Areuse, die durch die lange und enge Schlucht Gorges de l’Areuse in die Landschaft am Neuenburgersee fliesst, entwässert mit ihrem Oberlauf das Hochtal Val de Travers. Es liegt nördlich der Antiklinale (Bergkette) des Chasseron, dessen Bergrücken teilweise auf dem Gebiet des benachbarten Kantons Waadt liegt. Der markante Felsenkessel des Creux du Van auf der Nordseite dieser Bergkette und über der Areuseschlucht ist ein bedeutendes Geotop und eine der bekanntesten Natursehenswürdigkeiten im Jura. Das Felsmassiv wurde schon im 19. Jahrhundert als eine der ersten Stellen in der Schweiz zum Schutzgebiet erklärt und ist zusammen mit der Areuseschlucht im Bundesinventar der Landschaften und Naturdenkmäler von nationaler Bedeutung verzeichnet ist. Einige Gewässer im Val de Travers werden wegen der Verkarstung des Gebirges durch unterirdische Zuflüsse gespiesen. Die Areusequelle bei Saint-Sulpice ist eine der grössten Karstquellen im Jura. Das Grundwasser in der Areuseschlucht ist die wichtigste Quelle für die Wasserversorgung der Städte Neuenburg und La Chaux-de-Fonds.
Nördlich des Val de Travers und den Bergen des Val de Ruz dehnt sich die Bergregion (Region Montagnes) aus, an die im Nordosten die Hochfläche der Freiberge (Franches-Montagnes) in den Kantonen Bern und Jura und das bernische Sankt-Immer-Tal anschliessen. Zwischen den nördlichen Bergketten mit dem Mont Racine, dem Grand Sommartel (1337 m ü. M.), dem Crêt du Cervelet (1293 m ü. M.) und dem Armont (1266 m ü. M.) liegen weite Hochtäler mit verstreuten Ortschaften und den Städten La Chaux-de-Fonds und Le Locle.

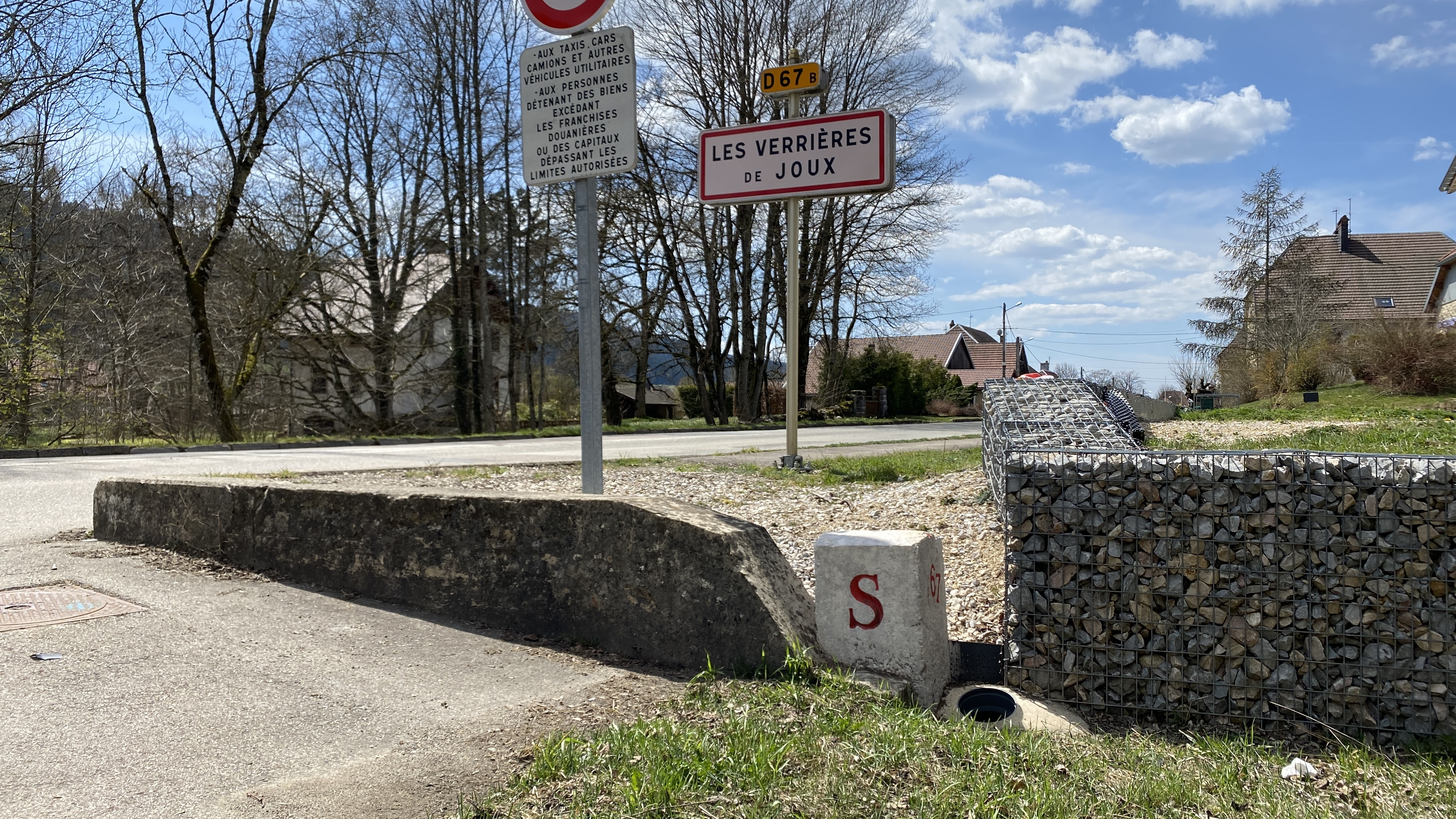
Landesgrenzstein an der Hauptstrasse in Les Verrières

Im Norden stösst der Kanton Neuenburg im Juragebirge und entlang des Doubs (mit dem Lac des Brenets und dem Stausee Lac de Moron) über eine Strecke von mehr als 50 Kilometer an die Landesgrenze der Schweiz und Frankreichs. Die Grenze verläuft im Nordosten durch das Flussbett des Doubs in einer tief eingeschnittenen Schlucht, anschliessend bei Les Brenets entlang der Rançonnière bis in die Nähe der Klus am Pass des Col des Roches und von dort gegen Südwesten fast 30 Kilometer weit über die Höhenzüge der Montagne du Larmont. Der Meix Musy (1289 m ü. M.) und ein Felsvorsprung am Grand Taureau (1287 m ü. M.) sind die höchstgelegenen Stellen an der Landesgrenze im Kanton Neuenburg. Bei Les Verrières, der am weitesten im Westen liegenden Gemeinde des Kantons mit einem wichtigen Grenzübergang, quert die Landesgrenze das Tal Vallon des Verrières. Dieses Tal wird durch den Ruisseau de la Morte gegen Westen zum Doubs entwässert, was auch noch bei verschiedenen anderen Neuenburger Grenztälern der Fall ist. Das Kantonsgebiet erstreckt sich rittlings über die Europäische Hauptwasserscheide zwischen den Flussgebieten des Rheins und der Rhone hinweg. Schliesslich begrenzt die Landesgrenze fünf Kilometer südlich von Les Verrières noch das Hochtal von La Côte-aux-Fées, der südlichsten Neuenburger Gemeinde, die an einem Zufluss des Buttes und der Areuse im Einzugsgebiet der Aare und des Rheins liegt. Südöstlich von La Côte-aux-Fées stösst die Landesgrenze beim Weiler Les Bourquins-de-Vent an das Gebiet des Kantons Waadt.

### Verkehrsgeographie

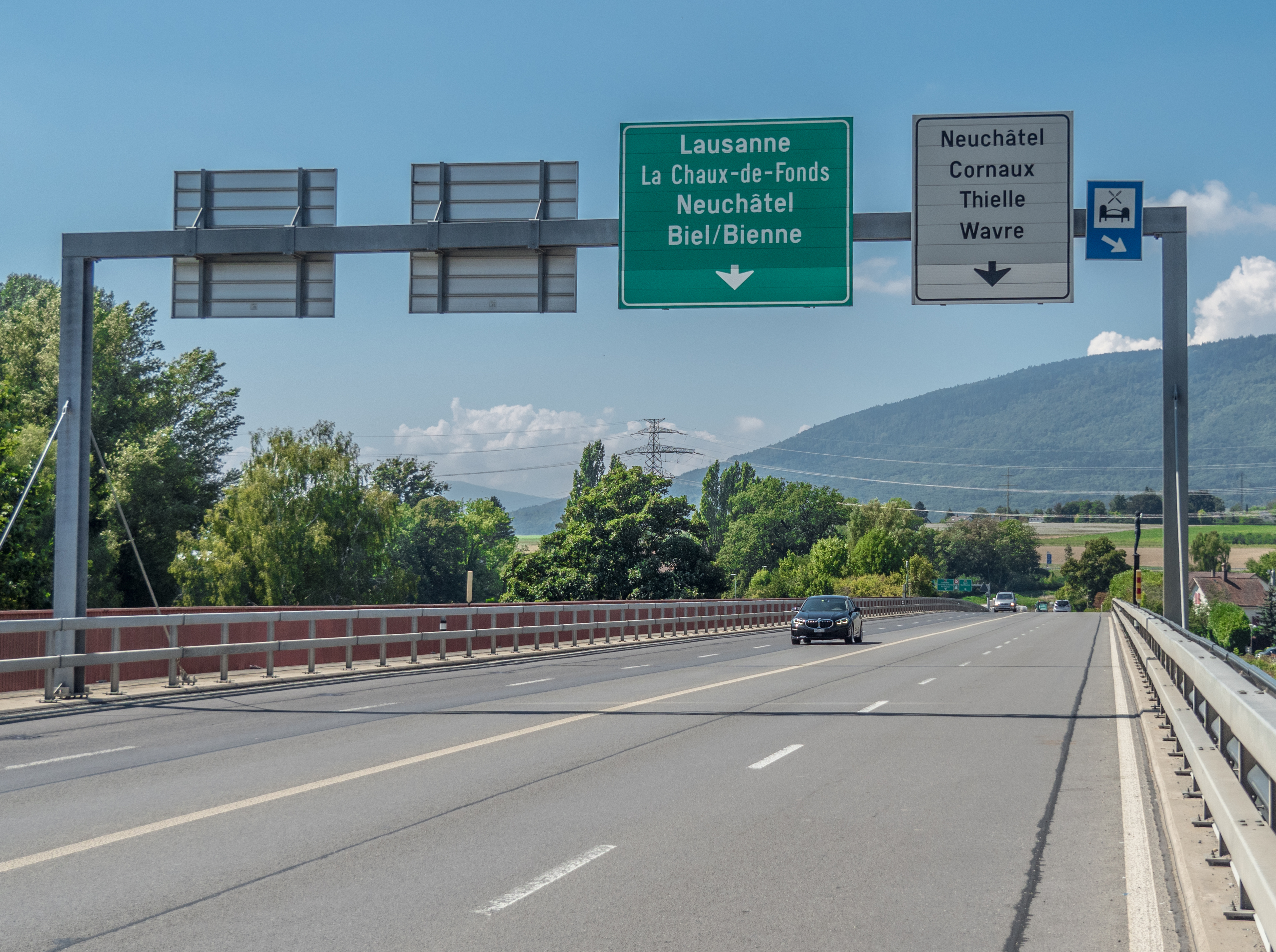
Strassenbrücke über den Zihlkanal

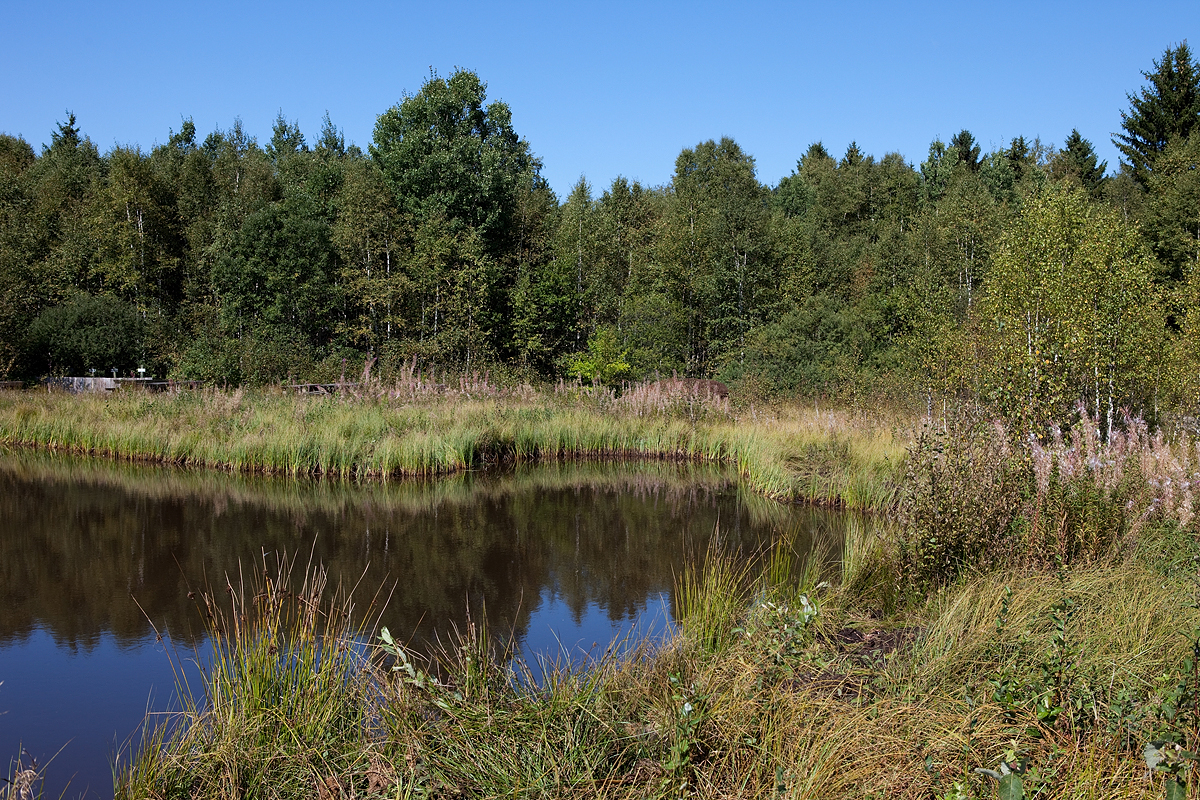
Moorgebiet bei Les Ponts-de-Martel

Das Kantonsgebiet am Jurasüdfuss und das Val de Travers sind bedeutende überregionale Verkehrsachsen für den Strassen- und den Schienenverkehr. Dem Neuenburgersee folgen die Hauptstrasse 5 und die Autobahn A5 sowie die Bahnstrecke Lausanne-Neuenburg-Olten. Durch das Val de Travers verlaufen ein Abschnitt der Hauptstrasse 10 und die 1860 gebaute Bahnstrecke Neuchâtel–Pontarlier. Ab 1890 gab es eine direkte Zugverbindung Neuenburg-Paris, die von der Compagnie des chemins de fer de Paris à Lyon et à la Méditerranée betrieben wurde.
Von Neuenburg aus führen mehrere Routen in die Bergregion: der Passübergang der Vue des Alpes an der Hauptstrasse 20; die Autostrasse A20, die den Berg mit zwei Tunneln unterquert, zwischen denen der Verkehrsknoten von Les Convers liegt; die Bahnstrecke Neuchâtel–Le Locle-Col-des-Roches; die Strasse über den Col de la Tourne (Hauptstrasse 170); die Strasse von Noiraigue in das Hochtal Vallée des Ponts (Hauptstrasse 171) und zudem die Hauptstrasse 149, die von Fleurier aus Le Locle erreicht. In La Chaux-de-Fonds beginnt die Hauptstrasse 18, die nach Basel führt. Ausser bei Les Verrières gibt es noch sechs weitere Grenzübergänge von Haupt- und Nebenstrassen des Kantons Neuenburg nach Frankreich; und dazu kommen die Zollstellen der Flugplätze La Chaux-de-Fonds und Neuenburg.
Neuenburg ist durch die Hauptstrasse 10, die Autobahn A20 und die 1901 eröffnete Bahnstrecke über Kerzers mit der Schweizer Hauptstadt Bern verbunden.
Das Unternehmen Transports Publics Neuchâtelois (auf Deutsch: Neuenburgische Verkehrsbetriebe) betreibt Eisenbahn-, Standseilbahn-, Trolleybus- und Autobuslinien im Kanton.

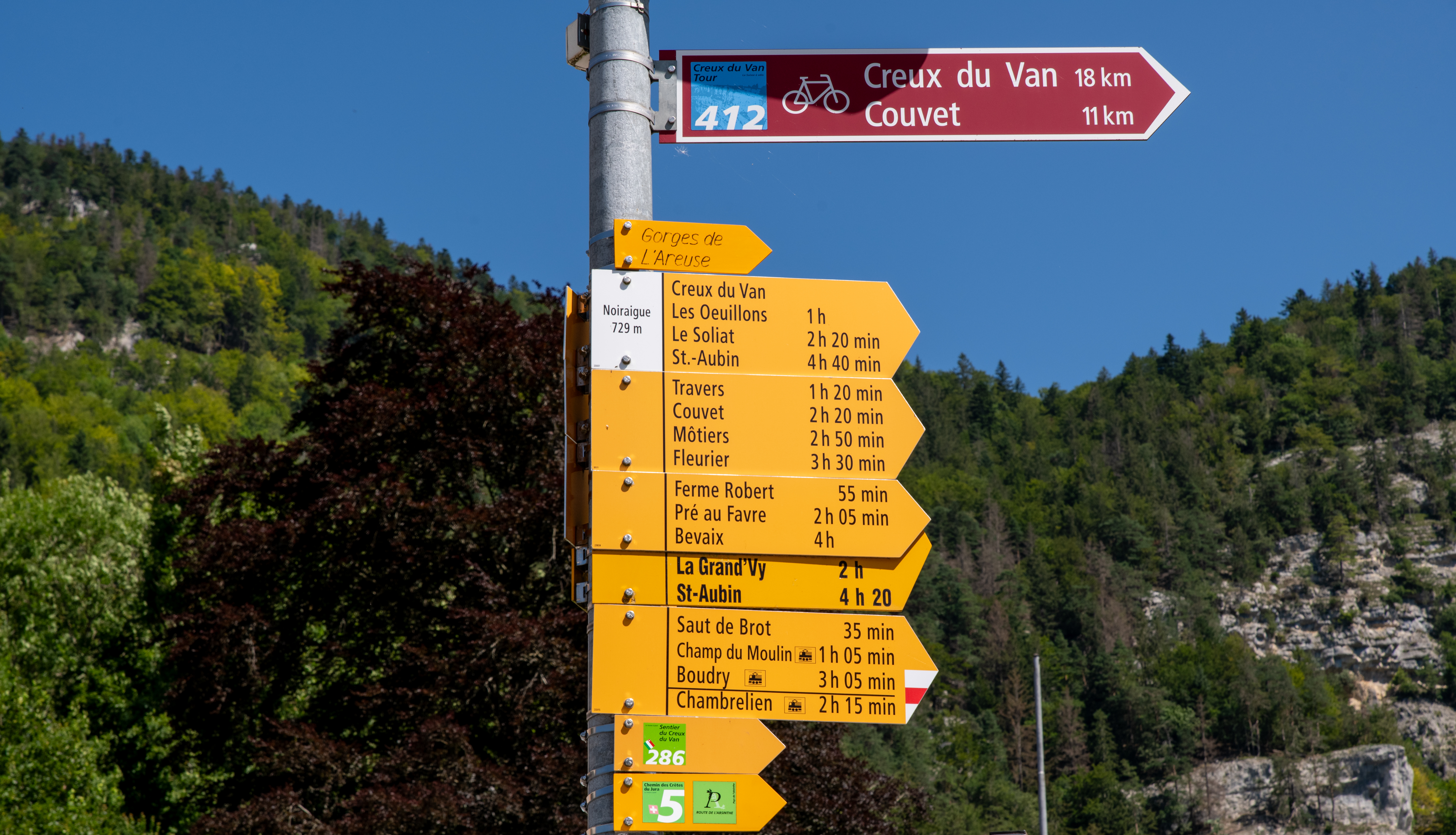
Wegweiser für Velorouten und Wanderwege in Noiraigue

Die Gewässer am Jurafuss dienen als Verkehrswege für die Schifffahrt. Auf dem Bielersee, dem Neuenburgersee und dem Murtensee sowie den Verbindungskanälen dazwischen verkehren Schiffe der Bielersee-Schifffahrts-Gesellschaft und der Société de navigation sur les lacs de Neuchâtel et Morat. Letztere hat ihren Sitz im Hafen von Neuenburg. Das 1826 in Dienst gestellte Dampfschiff Union war das erste öffentliche Verkehrsmittel auf dem Neuenburgersee.
Entlang der Kantonsstrassen baute das kantonale Umweltdepartement auf vielen Abschnitten von der Fahrbahn getrennte Velowege. Mehrere überregionale Velorouten sind im Kanton ausgebaut und offiziell markiert: Die nationale Veloroute 7 mit der Bezeichnung «Jura-Route» durchquert das Kantonsgebiet von La Chaux-de-Fonds bis La Côte-aux-Fées. Die Route mit dem Namen «Arc jurassien» (Veloroute 54) führt durch die Hochtäler nahe der Landesgrenze, während die «Jurasüdfuss-Route» (Veloroute 50) den Ufern des Bielersees, des Zihlkanals und des Neuenburgersees folgt. Die Route «L'Areuse-Emme-Sihl» (Veloroute 94) beginnt mit der attraktiven Gebirgsstrecke in der Areuse-Schlucht und führt in anderen Kantonen weiter durch das Mittelland bis nach Zürich.

### Schutzgebiete
Im Gebiet des Kantons Neuenburg wurden von Bund, Kanton und Privaten zahlreiche Schutzgebiete geschaffen. Ausser der Zone Creux-du-Van-Gorges-de-l’Areuse weist der Kanton noch sechs weitere Gebiete auf, die im Bundesinventar der Landschaften und Naturdenkmäler von nationaler Bedeutung (BLN) Inventaire fédéral des paysages, sites et monuments naturels d’importance nationale (IFP) aufgeführt sind und ganz oder teilweise auf Neuenburger Gebiet liegen: Coteaux de Cortaillod et de Bevaix, Roches de Châtollion, Vallée du Doubs, Tourbière des Ponts-de-Martel, Vallée de la Brévine, Chasseral, und Rive sud du lac de Neuchâtel. Mit den Arealen Tourbière des Ponts-de-Martel, La Brévine und einem Gebiet am Südufer des Neuenburgersees weist der Kanton auch drei Moorlandschaften von besonderer Schönheit und von nationaler Bedeutung auf. Zu den wichtigsten kantonalen Schutzgebieten zählen der Creux du Van, das Tal Combe Biosse, der Wald Bois des Lattes, das Reservat Bas-Lac, das zusammen mit den benachbarten Schutzzonen der Kantone Bern, Waadt und Freiburg zur Moorlandschaft der Grande Cariçaie gehört, und der Parc sauvage de la Vieille Thielle bei Cressier. Dazu kommen zahlreiche weitere bedeutende Amphibienschutzgebiete, Trockenwiesen und Naturwaldreservate.
Das Tal Val de Ruz mit den umliegenden Bergen ist dem Regionalen Naturpark Parc régional Chasseral angeschlossen, und die Bergzone nördlich von la Chaux-de-Fonds und Le Locle gehört zum Naturpark Parc du Doubs (Parc naturel régional du Doubs).

## Bevölkerung
Am 31. Dezember 2023 betrug die Einwohnerzahl des Kantons Neuenburg 178'291. Die Bevölkerungsdichte liegt mit 222 Einwohnern pro Quadratkilometer über dem Schweizer Durchschnitt (217 Einwohner pro Quadratkilometer). Der Ausländeranteil (gemeldete Einwohner ohne Schweizer Bürgerrecht) bezifferte sich am 31. Dezember 2023 auf 26,6 Prozent, während landesweit 27,0 Prozent Ausländer registriert waren. Per 30. Juni 2021 betrug die Arbeitslosenquote 3,9 Prozent gegenüber 2,8 Prozent auf eidgenössischer Ebene.
Die Bevölkerung hat zwischen 1850 und 1970 von 70'753 auf 169'173 Einwohner zugenommen. Der Kanton Neuenburg erfuhr um die 1970er-Jahre eine Stagnation der Einwohnerzahl, was sich während der einsetzenden schweren Wirtschaftskrise widerspiegelte, in der Neuenburg seine zentrale Stellung in der Uhrenindustrie an die Region Biel verlor und grosse Traditionsunternehmen wie Dubied und Suchard ihre Tore schlossen.

### Sprachen
Die Amtssprache Neuenburgs ist französisch. 2012 waren 88,3 Prozent der Bevölkerung französisch-, 6,2 Prozent italienisch- und 6,0 Prozent deutschsprachig. Im Weiteren war Englisch mit 3,3 Prozent vertreten.

### Religionen – Konfessionen
In konfessioneller Hinsicht gehört Neuenburg zu den traditionellen reformierten Kantonen; einzig die beiden Gemeinden Le Landeron – das im Ancien Régime unter der besonderen Schirmherrschaft Solothurns stand – und Le Cerneux-Péquignot – das bis 1814 zu Frankreich gehörte – haben eine katholische Prägung.
Im Jahr 2017 waren 33,9 Prozent (60'355 Personen) der Gesamtbevölkerung des Kantons Neuenburg Mitglied der römisch-katholischen Kirche und 29,7 Prozent (52'807 Personen) Mitglied der evangelisch-reformierten Kirche (100 Prozent: 177'964 Personen).
Eine schweizweite Umfrage bei insgesamt 200'000 Personen ab 15 Jahren des Bundesamtes für Statistik (BFS) im Jahr 2017 ergab folgende (von den offiziellen Kirchenmitgliederzahlen stark abweichende) Konfessionsverteilung: 21,4 Prozent der Befragten im Kanton Neuenburg gaben an, Mitglied der katholischen Kirche zu sein, 20,1 Prozent waren evangelisch-reformierter Konfession und 5,9 Prozent gehörten anderen christlichen Kirchen an. Weitere 4,2 Prozent waren muslimischen Glaubens, 1,2 Prozent gaben an, Mitglied einer anderen Religionsgemeinschaft zu sein und 44,8 Prozent waren konfessionslos.
Staat und Kirche sind seit 1941 vollständig getrennt. Ein im Jahr 2001 geschlossenes Konkordat zwischen dem Kanton einerseits und der Evangelisch-reformierten Kirche des Kantons Neuenburg, der katholischen Kirche und der christkatholischen Kirche anderseits regelt die Beziehungen zwischen Staat und Kirche neu und anerkennt diese als «Institutionen von öffentlichem Interesse».

## Staatswesen
Die gegenwärtig gültige Kantonsverfassung datiert vom 24. September 2000 (mit seitherigen Änderungen). Sie löste die Verfassung von 1858 ab.

### Direktdemokratische Volksrechte
4500 Stimmberechtigte können eine Volksinitiative betreffend Erlass, Änderung oder Aufhebung eines Gesetzes ergreifen; ihre Unterschriften müssen innert sechs Monaten gesammelt werden. Für die Einreichung einer Volksmotion bedarf es 100 Stimmberechtigter.
Ebenfalls 4500 Stimmberechtigte können verlangen, dass Gesetze, vom Gesetz definierte Ausgabenbeschlüsse sowie wichtige Staatsverträge der Volksabstimmung unterbreitet werden (fakultatives Referendum); für eine Teilrevision der Verfassung bedarf es 6000, für die Totalrevision 10'000 Unterschriften. Dem obligatorischen Referendum unterliegen Verfassungsänderungen sowie vom Grossen Rat abgelehnte Volksinitiativen.

### Legislative
Das gesetzgebende Organ (Legislative) ist der Grosse Rat (Grand Conseil) genannte Kantonsparlament. Seine 100 Mitglieder (Grossräte; bis zu den Wahlen von 2017 noch 115 Mitglieder) werden gemäss dem Proporzwahlrecht für eine Legislaturperiode von vier Jahren gewählt. Das Quorum für den Einzug in das Parlament liegt seit den Wahlen von 2021 bei 3 Prozent.
Der Grosse Rat setzt sich wie folgt zusammen:
|  | Partei                                              | 2009 | 2013 | 2017 | 2021 | 2025 | Sitzverteilung                                                                            | Wähleranteil in Prozent |
|  | --------------------------------------------------- | ---- | ---- | ---- | ---- | ---- | ----------------------------------------------------------------------------------------- | --- |
|  | FDP.Die Liberalen (FDP)                             | 41   | 35   | 43   | 32   | 30   | Insgesamt 100 Sitze - PdA: 8 - Grüne: 15 - SP: 27 - GLP: 5 - Mitte: 3 - FDP: 30 - SVP: 12 | Neuenburger Grossratswahlen vom 23. März 2025Wahlbeteiligung: 31,61 % 3020100 28,2025,1914,6311,457,635,553,212,960,53 FDPSPGrüneSVPPdAGLPMitteSolSonst.Gewinne und Verlusteim Vergleich zu 2021 %p 6 4 2 0 −2 −4−1,67+5,48−3,63+3,32−0,05−2,68−0,80+0,53−1,16FDPSPGrüneSVPPdAGLPMitteSolSonst. |
|  | Sozialdemokratische Partei der Schweiz (SP)         | 36   | 33   | 32   | 21   | 27   | Insgesamt 100 Sitze - PdA: 8 - Grüne: 15 - SP: 27 - GLP: 5 - Mitte: 3 - FDP: 30 - SVP: 12 | Neuenburger Grossratswahlen vom 23. März 2025Wahlbeteiligung: 31,61 % 3020100 28,2025,1914,6311,457,635,553,212,960,53 FDPSPGrüneSVPPdAGLPMitteSolSonst.Gewinne und Verlusteim Vergleich zu 2021 %p 6 4 2 0 −2 −4−1,67+5,48−3,63+3,32−0,05−2,68−0,80+0,53−1,16FDPSPGrüneSVPPdAGLPMitteSolSonst. |
|  | Grüne Partei der Schweiz (GPS)                      | 14   | 12   | 17   | 19   | 15   | Insgesamt 100 Sitze - PdA: 8 - Grüne: 15 - SP: 27 - GLP: 5 - Mitte: 3 - FDP: 30 - SVP: 12 | Neuenburger Grossratswahlen vom 23. März 2025Wahlbeteiligung: 31,61 % 3020100 28,2025,1914,6311,457,635,553,212,960,53 FDPSPGrüneSVPPdAGLPMitteSolSonst.Gewinne und Verlusteim Vergleich zu 2021 %p 6 4 2 0 −2 −4−1,67+5,48−3,63+3,32−0,05−2,68−0,80+0,53−1,16FDPSPGrüneSVPPdAGLPMitteSolSonst. |
|  | Grünliberale Partei (glp)                           | –    | 05   | 04   | 08   | 5    | Insgesamt 100 Sitze - PdA: 8 - Grüne: 15 - SP: 27 - GLP: 5 - Mitte: 3 - FDP: 30 - SVP: 12 | Neuenburger Grossratswahlen vom 23. März 2025Wahlbeteiligung: 31,61 % 3020100 28,2025,1914,6311,457,635,553,212,960,53 FDPSPGrüneSVPPdAGLPMitteSolSonst.Gewinne und Verlusteim Vergleich zu 2021 %p 6 4 2 0 −2 −4−1,67+5,48−3,63+3,32−0,05−2,68−0,80+0,53−1,16FDPSPGrüneSVPPdAGLPMitteSolSonst. |
|  | Schweizerische Volkspartei (SVP)                    | 14   | 20   | 09   | 08   | 12   | Insgesamt 100 Sitze - PdA: 8 - Grüne: 15 - SP: 27 - GLP: 5 - Mitte: 3 - FDP: 30 - SVP: 12 | Neuenburger Grossratswahlen vom 23. März 2025Wahlbeteiligung: 31,61 % 3020100 28,2025,1914,6311,457,635,553,212,960,53 FDPSPGrüneSVPPdAGLPMitteSolSonst.Gewinne und Verlusteim Vergleich zu 2021 %p 6 4 2 0 −2 −4−1,67+5,48−3,63+3,32−0,05−2,68−0,80+0,53−1,16FDPSPGrüneSVPPdAGLPMitteSolSonst. |
|  | Partei der Arbeit der Schweiz (PdA) und SolidaritéS | 10   | 09   | 08   | 08   | 8    | Insgesamt 100 Sitze - PdA: 8 - Grüne: 15 - SP: 27 - GLP: 5 - Mitte: 3 - FDP: 30 - SVP: 12 | Neuenburger Grossratswahlen vom 23. März 2025Wahlbeteiligung: 31,61 % 3020100 28,2025,1914,6311,457,635,553,212,960,53 FDPSPGrüneSVPPdAGLPMitteSolSonst.Gewinne und Verlusteim Vergleich zu 2021 %p 6 4 2 0 −2 −4−1,67+5,48−3,63+3,32−0,05−2,68−0,80+0,53−1,16FDPSPGrüneSVPPdAGLPMitteSolSonst. |
|  | Die Mitte (Die Mitte)                               | –    | 01   | 02   | 04   | 3    | Insgesamt 100 Sitze - PdA: 8 - Grüne: 15 - SP: 27 - GLP: 5 - Mitte: 3 - FDP: 30 - SVP: 12 | Neuenburger Grossratswahlen vom 23. März 2025Wahlbeteiligung: 31,61 % 3020100 28,2025,1914,6311,457,635,553,212,960,53 FDPSPGrüneSVPPdAGLPMitteSolSonst.Gewinne und Verlusteim Vergleich zu 2021 %p 6 4 2 0 −2 −4−1,67+5,48−3,63+3,32−0,05−2,68−0,80+0,53−1,16FDPSPGrüneSVPPdAGLPMitteSolSonst. |

### Exekutive
Das oberste ausführende Organ (die Exekutive mit der Funktion einer Kantonsregierung) des Kantons Neuenburg ist seit 1848 der Staatsrat (Conseil d’État). Die fünf Mitglieder tragen den titel Conseiller d’État bzw. Conseillère d’État. Sie werden durch kantonale Wahlen gleichzeitig mit dem Grossen Rat gemäss dem Majorzwahlrecht auf vier Jahre gewählt. Seit Ende 2014 hat der Grosse Rat das Recht, mit einer Drei-Viertel-Mehrheit ein Mitglied des Staatsrates vorzeitig abzuberufen.
Dem Staatsrat steht für seine Amtsführung die Staatskanzlei (Chancellerie d’Etat) zur Seite, die seit 2010 durch die Staatskanzlerin Séverine Despland geleitet wird.
Am 9. Mai 2021 wurde im zweiten Wahlgang die Kantonsregierung für 2021 bis 2025 gewählt, wobei sich die parteipolitische Zusammensetzung änderte (3 FDP; 2 SP). Bei den Wahlen vom 23. März 2025 erreichten zwei der Kandidierenden, die bisherigen Frédéric Mairy (SP) und Florence Nater (SP), im ersten Wahlgang das absolute Mehr. Kurz danach verständigten sich die wichtigsten politischen Gruppierungen über den Verzicht auf einen zweiten Wahlgang, womit auch die drei nächstplatzierten Personen als gewählt galten. Dadurch änderte sich die politische Zusammensetzung des Staatsrats, in dem die links-grüne Allianz neu die Mehrheit hat.
| Staatsrat      | Funktion                      | Partei | Departement (mit deutschsprachiger Übersetzung)                                                                                 |
| -------------- | ----------------------------- | ------ | --- |
| Frédéric Mairy | Vizepräsident des Staatsrates | SP     | Département de la santé, des régions et des sports (DSRS) Departement für Gesundheit, Regionales und Sport                      |
| Florence Nater | Staatsrätin                   | SP     | Département de l'économie et de la cohésion sociale (DECS) Departement für Wirtschaft und sozialen Zusammenhalt                 |
| Laurent Favre  | Staatsrat                     | FDP    | Département du développement territorial et de l’environnement (DDTE) Departement für territoriale Entwicklung und Umwelt       |
| Céline Vara    | Staatsrätin                   | GPS    | Département de la sécurité, de la digitalisation et de la culture (DSDC) Departement für Sicherheit, Digitalisierung und Kultur |
| Crystel Graf   | Präsidentin des Staatsrates   | FDP    | Département de la formation, des finances et de la digitalisation (DFFD) Departement für Bildung und Finanzen                   |

| Staatsrat      | Funktion                                      | Partei | Departement (mit deutschsprachiger Übersetzung)                                                                                |
| -------------- | --------------------------------------------- | ------ | --- |
| Alain Ribaux   | Präsident des Staatsrates (2017/2018) 1       | FDP    | Département de l’économie, de la sécurité et de la culture (DESC) Departement für territoriale Entwicklung und Umwelt          |
| Florence Nater | Vizepräsidentin des Staatsrates (2017/2018) 1 | SP     | Département de l’emploi et de la cohésion sociale (DECS) Departement für Beschäftigung und Soziales                            |
| Laurent Favre  | Staatsrat                                     | FDP    | Département du développement territorial et de l’environnement (DDTE) Departement für territoriale Entwicklung und Umwelt      |
| Laurent Kurth  | Staatsrat                                     | SP     | Département des finances et de la santé (DFS) Departement für Finanzen und Gesundheit (demissioniert auf 29. Februar 2024)     |
| Crystel Graf   | Staatsrätin                                   | FDP    | Département de la formation, des finances et de la digitalisation (DFFD) Departement für Bildung, Finanzen und Digitalisierung |
| Frédéric Mairy | Staatsrat                                     | SP     | Département de la santé, des régions et des sports (DSRS) Departement für Gesundheit, Regionales und Sport (ab 1. März 2024)   |

| Staatsrat               | Funktion                                    | Partei | Departement (mit deutschsprachiger Übersetzung)                                                                           |
| ----------------------- | ------------------------------------------- | ------ | --- |
| Laurent Favre           | Präsident des Staatsrates (2017/2018) 1     | FDP    | Département du développement territorial et de l’environnement (DDTE) Departement für territoriale Entwicklung und Umwelt |
| Laurent Kurth           | Vizepräsident des Staatsrates (2017/2018) 1 | SP     | Département des finances et de la santé (DFS) Departement für Finanzen und Gesundheit                                     |
| Jean-Nathanaël Karakash | Staatsrat                                   | SP     | Département de l’économie et de l’action sociale (DEAS) Departement für Wirtschaft und soziale Angelegenheiten            |
| Monika Maire-Hefti      | Staatsrat                                   | SP     | Département de l’éducation et de la famille (DEF) Departement für Bildung und Familie                                     |
| Alain Ribaux            | Staatsrat                                   | FDP    | Département de la justice, de la sécurité et de la culture (DJSC) Departement für Justiz, Sicherheit und Kultur           |

### Judikative
Der Kanton Neuenburg hat aufgrund seiner 2010 erlassenen neuen Gerichtsverfassung die bisherigen Gerichte (Judikative) per Anfang 2011 auf drei konzentriert.
Gerichte erster Instanz sind die beiden Regionalgerichte (Tribunaux régionaux), deren eines für den oberen (neun Richter) und deren anderes für den unteren Kantonsteil (13 Richter) eingerichtet ist und die je sieben nach Sachbereich definierte Sektionen haben. Eine dieser Sektionen ist das Vermittleramt (Chambre de conciliation), dessen Einzelrichter in Zivilrechtsfällen auf eine gütliche Einigung hinwirkt.
Gericht zweiter Instanz ist das Kantonsgericht (Tribunal cantonal), das zwölf Richter zählt. Das Kantonsgericht besteht aus sechs nach Sachbereich definierten Höfen (courts).
Die Verwaltungsgerichtsbarkeit wird durch das Kantonsgericht bzw. dessen Court de droit public ausgeübt.
Die Untersuchungsrichterämter sind in die Staatsanwaltschaft (Ministère public) integriert.
Die Richter werden vom Grossen Rat auf sechs Jahre gewählt; sie sind bis zu ihrer Pensionierung wiederwählbar. Die Oberaufsicht über die Gerichte übt der Richterrat (Conseil de la magistrature) aus.

### Gemeinden, Bezirke und Regionen
Die politischen Gemeinden sind im Rahmen der kantonalen Gesetzgebung autonom. Sie verwalten ihre Güter, führen die lokalen öffentlichen Dienste und nehmen diejenigen Aufgaben wahr, die ihnen der Kanton überträgt. Jede Gemeinde hat einen auf vier Jahre gewählten Generalrat als gesetzgebende Behörde und einen gleichzeitig gewählten Gemeinderat als vollziehende Behörde.
Die früheren sechs Bezirke des Kantons wurden per 31. Dezember 2017 abgeschafft. Seit dem 1. Januar 2018 dienen die vier Regionen für statistische Zwecke und als Wahlregionen für den Grossen Rat. Sie bilden zusammen zwar einen einzigen Wahlkreis, garantieren aber den verschiedenen Teilen des Kantons eine ihnen bevölkerungsmässig zustehende Anzahl Sitze.

### Vertretung auf Bundesebene
Der Kanton Neuenburg hat vier Sitze im Nationalrat und zwei Sitze im Ständerat.

## Geschichte

### Übersicht
Der Kanton Neuenburg hatte vom Mittelalter bis ins 19. Jahrhundert in der politischen Struktur auf dem Gebiet der heutigen Schweiz eine besondere Stellung. Während es in der Geschichte des Landes den meisten Orten der alten Eidgenossenschaft schon im Mittelalter gelang, ihre Unabhängigkeit von Territorialfürstenümern zu erringen, entwickelte sich das Land Neuenburg im 16. Jahrhundert aus einer mittelalterlichen Grafschaft zu einem eigenen Fürstentum. Diese Verfassungsform blieb bis ins 19. Jahrhundert erhalten und änderte sich auch nicht, als Neuenburg in der Frühen Neuzeit den Status als zugewandter Ort erhielt und 1814 als 21. Kanton in die Eidgenossenschaft eintrat. Neuenburg wurde von bedeutenden europäischen Fürstenhäusern regiert, die für die lokale Verwaltung einen Staatsrat einsetzten. Nach dem Ende der Herrschaft des Hauses Orléans-Longueville mit dem Tod der Fürstin Marie de Nemours 1707 wählte das souveräne Gericht der Neuenburger Stände den König von Preussen Friedrich I. zum neuen Herrscher über das Fürstentum. Mit dem Vertrag von Utrecht wurde der Übergang Neuenburgs an Preussen international anerkannt. Die preussischen Könige überliessen die Verwaltung des Territoriums in der Schweiz ihren Beamten, die sie aus der regionalen Aristokratie auswählten. Im 19. Jahrhundert setzte Preussen den Separations- und Demokratisierungs-Bestrebungen im weit entfernten Neuenburg wenig Widerstand entgegen.

### Ur- und Frühgeschichte
Archäologische Funde zeigen, dass das Gebiet am Neuenburgersee und am Jurasüdfuss bereits seit Jahrtausenden besiedelt war. Die neolithische Cortaillod-Kultur sowie die keltische Latènekultur sind nach den Ortschaften Cortaillod und La Tène im Kanton Neuenburg benannt.
Auf Höhe des A5-Tunnels in Hauterive, östlich von Neuenburg, liegt der Park Laténium, der an die Stelle des Musée cantonal d’archéologie getreten ist und latènezeitliche Funde zeigt. Der Pré de Riva, ein weiterer Archäologischer Park, liegt auf der südlichen Seite des Sees, nur etwa 26 Kilometer entfernt im Kanton Freiburg. Es ist die rekonstruierte Pfahlbausiedlung von Gletterens, bei Vallon.

### Mittelalter
Im Mittelalter entstanden viele Siedlungen und einige Kleinstädte in den Hochtälern Val de Ruz und Val de Travers und entlang des Seeufers. Einige Burgen stammen aus dem 12. und 13. Jahrhundert.
Im Frühmittelalter war Neuenburg Teil des Königreichs Burgund, das vom fränkischen Adelsgeschlecht der Welfen regiert wurde. Der letzte König von Burgund, Rudolf III. (993–1032) blieb kinderlos und schloss 1006 einen Erbvertrag mit dem Heiligen Römischen Reich unter Heinrich II., dem letzten der ottonisch-sächsischen Könige und Kaiser, ab. Dieser war über seine Mutter Gisela ein Neffe Rudolfs III. Nach dem Tod Rudolfs III. im Jahr 1032 fiel das Königreich Burgund im Erbgang an den fränkischen Kaiser Konrad II. und bestand als Reichsgut mit formeller Selbständigkeit innerhalb des Heiligen Römischen Reiches weiter.
Nach dem Erlöschen des alten Grafengeschlechts von Neuenburg und Valangin belehnte König Rudolf I. (Rudolf von Habsburg) 1288 Johann I. von Chalon-Arlay mit der Grafschaft Neuenburg. Durch Erbschaft ging das Lehen 1395 an die Grafen von Freiburg (im Breisgau), 1457 an die Markgrafen von Baden-Hochberg und 1504 über die Ehe Johanna von Hochbergs mit Ludwig von Orléans-Longueville an das Haus Orléans-Longueville. Die Regentschaft der Dynastie Orléans-Longueville währte in Neuenburg bis 1707. Die Herrschaft Valangin im nördlichen Teil des heutigen Kantons Neuenburg gelangte im 12. Jahrhundert an die Grafen von Aarberg. 1592 wurde Valangin mit der Grafschaft Neuenburg vereinigt. 1643 wurde Neuenburg zum Fürstentum erhoben.
Die Verbindung mit der Alten Eidgenossenschaft geht auf die Burgundische Eidgenossenschaft um die Stadt Bern zurück. 1308 verbündete sich Neuenburg erstmals mit Bern, 1383 folgte auch die Herrschaft Valangin. 1406 bzw. 1427 erlangten beide Gebiete den Status eines Zugewandten Ortes, es bestanden jedoch nur Bündnisverträge mit einzelnen eidgenössischen Orten.

### Reformation

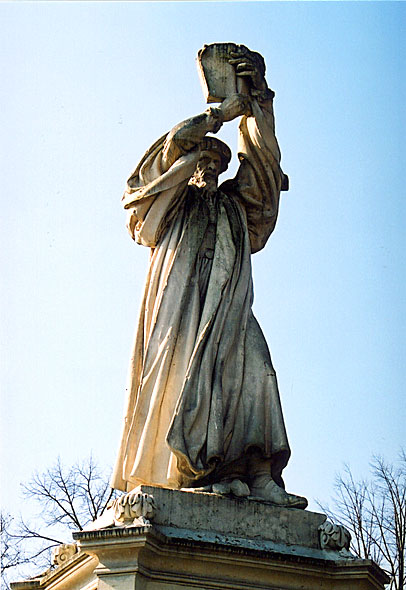
Statue des Reformators Guillaume Farel in Neuenburg

Unter dem Schutz Berns, das eine Art schiedsrichterlicher Gewalt über Neuenburg ausübte, bekannten sich unter dem Einfluss des Reformators Guillaume Farel 1530 die meisten Gemeinden der Grafschaft Neuenburg und der Herrschaft Valangin zur Reformation. Der erste reformierte Pfarrer war Antoine Marcourt (1490–1561), ein französischer Exilant. Lediglich Cressier und Le Landeron blieben katholisch. Während der Wirren der Reformation wurden die dünn besiedelten Neuenburger Bergregionen zur Zuflucht vieler Hugenotten. Im Westfälischen Frieden wurde Neuenburg als souveränes Fürstentum unter dem Schutz der Eidgenossenschaft anerkannt. Die sanktionierte Verbindung mit der Eidgenossenschaft bestand darin, dass Neuenburg zu den zugewandten Orten gehörte. Seitens der Eidgenossen wurden die Fürsten von Neuenburg als «Landleute» der Schweiz und zugleich als «treue und liebe Eidgenossen» bezeichnet, obwohl Neuenburg weder Sitz noch Stimme auf der Tagsatzung hatte, sondern es bestand lediglich ein «ewiges Schutzbündnis» zwischen dem Fürstentum und der Eidgenossenschaft.

### Unter den Königen von Preussen

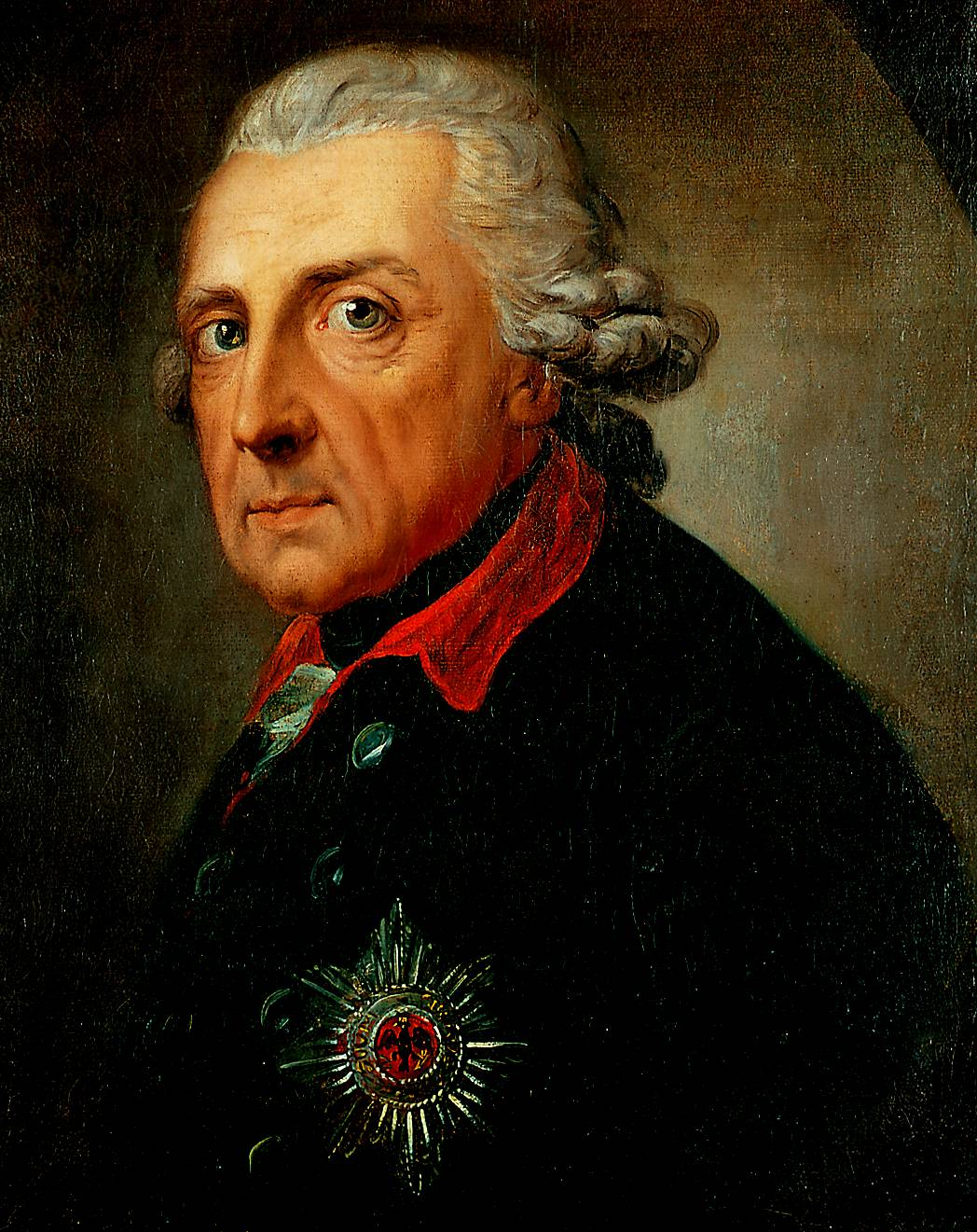
Friedrich II. im Alter von 68 Jahren, gemalt von Anton Graff.

Von 1707 bis 1806 und dann wieder von 1814 bis 1857 regierten Preussens Könige das Fürstentum in Personalunion, wenn auch in der Ära der Französischen Revolution teils nur formell.
Mit dem Tod der kinderlosen Fürstin Marie de Nemours (1625–1707) am 16. Juni 1707 war die über zwei Jahrhunderte währende Regentschaft des Hauses Orléans-Longueville über Neuenburg erloschen. Unter den 15 Bewerbern um die fürstliche Herrschaft in Neuenburg wählte ein zu diesem Zweck gebildetes landständiges Tribunal nicht den Fürsten François von Conti, den «grossen» Conti, Cousin Ludwigs XIV. und vormaligen Konkurrenten Augusts des Starken um die polnische Krone, sondern den namentlich von Bern favorisierten preussischen König Friedrich I. aus dem reformierten Zweig der Dynastie Hohenzollern, den Sohn der Prinzessin Luise Henriette von Oranien und von seinem Grossvater Friedrich Heinrich von Oranien eingesetzten Erben des Hauses Oranien. Nach langen Verhandlungen, an denen sich auch der Philosoph, Wissenschaftler und Diplomat Gottfried Wilhelm Leibniz mit einer Staatsschrift beteiligte, erfolgte am 3. November 1707 die förmliche Anerkennung der Rechte Friedrichs und seiner Erben an Neuenburg, die fortan auch den Titel «souveräner Fürst von Oranien, Neuchâtel und Valangin» führten. Ludwig XIV. erkannte ihn 1712 im Frieden von Utrecht ebenfalls als Fürsten von Neuenburg an, wodurch der Streit um Neuenburg einstweilig beigelegt war. Die preussischen Könige regierten das Fürstentum durch Gouverneure, die ihren Sitz entweder im Schloss von Neuenburg oder in Berlin hatten. Sie gewährten dem Fürstentum alle bisherigen Rechte und Freiheiten und mischten sich nur selten in die inneren Angelegenheiten ein. Versuche der preussischen Herrscher, insbesondere Friedrich II., zumindest das auf Gewohnheitsrecht beruhende Zivilrecht zu kodifizieren, blieben bis 1806 erfolglos. Auch nach der Restauration des Fürstentums an die Hohenzollern im Jahre 1814 wurde in strafrechtlichen Ermittlungen weiterhin die in Preussen bereits abgeschaffte Folter angewendet. Als jedoch im Oktober 1814 ein bereits geständiger Falschmünzer auf Grundlage der Carolina zusätzlich gefoltert und im Anschluss zum Tode verurteilt worden war, weigerte sich die preussische Regierung unter Staatskanzler Karl August von Hardenberg, das Urteil durch den König von Preussen bestätigen zu lassen. Entgegen der bisherigen Praxis des Herrscherhauses, sich nicht in die Justiz des Fürstentums Neuenburg einzumischen, stellte sie die weitere Anwendung der Folter dort in Frage und holte beim Berliner Kammergericht ein Gutachten ein, um ein neues Urteil zu erwirken. Im Wege des fürstlichen Gnadenrechts wurde das Todesurteil anschliessend in eine zehnjährige Zuchthausstrafe umgewandelt. Berichterstatter des Kammergerichts bei der Abfassung des Gutachtens war der Kammergerichtsrat E. T. A. Hoffmann.
Unter dem Schutz der Krone Preussens begann in den Neuenburger Landen der wirtschaftliche Aufschwung. Aus Bauernhöfen entstanden Manufakturbetriebe. Nachdem 1742 erste Versuche, in Neuenburg eine Akademie oder Hochschule zu gründen, gescheitert waren, gründete Friedrich Wilhelm III. mit Kabinettsorder vom 17. März 1838 die Académie, aus der 1909 die Universität Neuenburg hervorging. In diese Zeit fällt auch die Gründung der Freimaurerloge «Zu den drei Adlern» 1742 durch Freimaurer der Grossen National-Mutterloge «Zu den drei Weltkugeln».
Ende 1763 kam Jean-Jacques Rousseau auf der Flucht vor der Verfolgung durch die katholische Kirche in Frankreich und durch die protestantischen Herren in Genf und im Kanton Bern nach Neuenburg, wo ihm der Gouverneur George Keith in Abstimmung mit dem preussischen König Friedrich II. in Môtiers Asyl gewährte. 1765 wurde Rousseau jedoch auf Druck der Neuenburger Pastorengesellschaft, der Vénérable Classe ou Compagnie des Pasteurs, gezwungen, das Land wieder zu verlassen.

### Französische Revolution
Die Unruhen der Französischen Revolution griffen auch auf Neuenburg über und im Jahr 1792 proklamierte Neuenburg, «hauptsächlich schweizerisch» zu sein. Es begab sich im Hinblick auf den zwischen Preussen und Frankreich bestehenden Kriegszustand 1793 unter den schützenden Mantel der Eidgenossenschaft. 1794 wurde La Chaux-de-Fonds durch ein Feuer fast vollständig zerstört. Der Wiederaufbau der Stadt wurde auf dem Reissbrett geplant mit dem Ziel, zukünftige Feuersbrünste zu vermeiden. Im Gefolge der Französischen Revolution fand die Familie des deutschen Schriftstellers und Demokraten Georg Forster Zuflucht in Neuenburg. Seine Frau Therese Forster geb. Heyne lebte in Bôle und heiratete nach Forsters Tod Ludwig Ferdinand Huber. Sie gehörte zum Kreis um die Schriftstellerin und Salonière Isabelle de Charrière in Colombier.

### Napoleonische Zeit

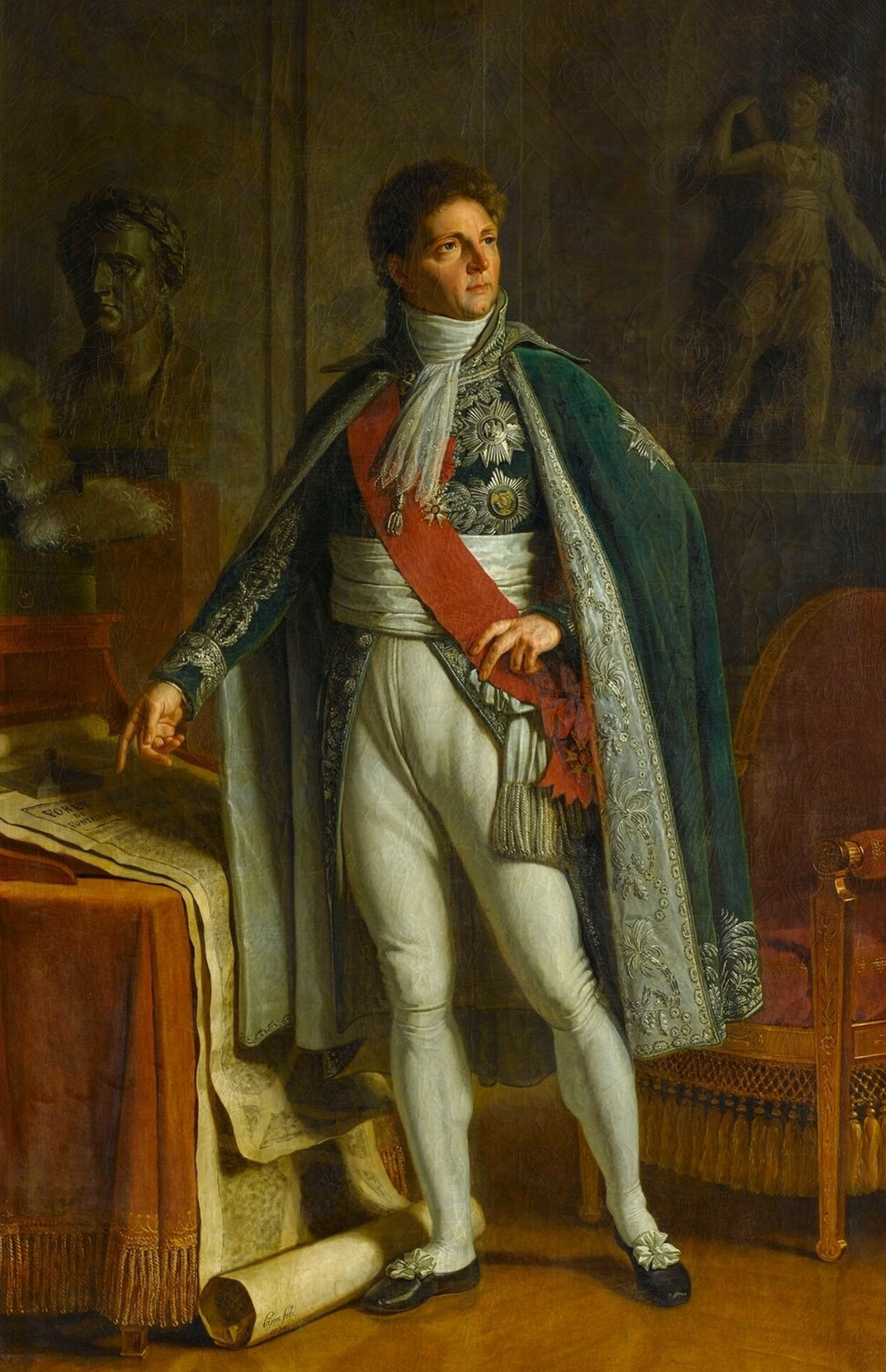
Louis-Alexandre Berthier, ca. 1804. Gemalt nach einem Gemälde, welches Napoleon für den Tuileries-Palast in Paris in Auftrag gegeben hatte.

Die verschiedenartigen Staaten, die bis 1797 auf dem Boden der heutigen Schweiz die Alte Eidgenossenschaft bildeten, schafften es zwischen dem Ausbruch der Französischen Revolution und 1797 nicht, ihre individuellen Verfassungen den Forderungen der neuen Zeit anzupassen. In der Folge kam es zu kriegerischen Auseinandersetzungen zwischen den Eidgenossen und Frankreich. Im Dezember 1797 besetzten französische Truppen Teile des Fürstbistums Basel nördlich von Neuenburg, im Januar 1798 das Waadtland südlich von Neuenburg und im März 1798 die Gebiete der heutigen Kantone Freiburg und Bern östlich von Neuenburg. Das Fürstentum Neuenburg blieb im Hinblick auf den zwischen Preussen und Frankreich am 5. April 1795 geschlossenen Frieden von Basel von einer Besetzung und einem Anschluss an die Helvetische Republik verschont. Erst 1806 überliess Friedrich Wilhelm III. von Preussen aufgrund des Pariser Vertrages vom 15. Februar 1806 das Fürstentum Neuenburg Napoleon I., der am 30. März 1806 seinen Feldmarschall Louis Alexandre Berthier als Fürsten von Neuenburg einsetzte. Dieser betrat jedoch nie den Boden des Fürstentums und liess die alte Ordnung unangetastet.
Der Erste Pariser Frieden wurde am 30. Mai 1814 nach dem Sturz Napoleons I. (11. April 1814) geschlossen und beendete vorläufig den sechsten der Koalitionskriege, der auch als Russisch-Deutsch-Französischer Krieg von 1812 bis 1814 bezeichnet wird. In diesem Friedensvertrag wurde den deutschen Staaten die Unabhängigkeit und die Vereinigung durch ein föderatives Band zugesichert und der Schweiz ihre Unabhängigkeit und Selbstregierung. Infolge des Ersten Pariser Friedens verzichtete Berthier durch Vertrag vom 3. Juni 1814 gegen eine lebenslängliche Rente von 34'000 Talern auf das Fürstentum Neuenburg zu Gunsten Preussens, welches sofort wieder davon Besitz ergriff. Der König von Preussen gab dem Fürstentum von London aus am 18. Juni 1814 eine neue Verfassung (Charte constitutionelle) nach dem Vorbild der Verfassung von Genf und erneuerte die Rechte des Fürstentums als eines für sich bestehenden, von preussischen Staatsinteressen ganz getrennten Staates. In der Folge wurde das Fürstentum Neuenburg auf Basis des Bundesvertrages vom 9. September 1814, der am 7. August 1815 in Kraft getreten ist, als Kanton in die Eidgenossenschaft aufgenommen. Vom Wiener Kongress (1815) wurde Neuenburg als «Schweizer Kanton und preussisches Fürstentum» anerkannt.

### Wirtschaft und Industrialisierung
Mit den Hugenotten waren die frühe Uhrenindustrie und die Automationstechnik in das Land gekommen. Die Hugenotten brachten auch die Spitzenklöpplerei nach Neuenburg. Im 18. Jahrhundert stellten Kattundruck und die Herstellung bedruckter Stofftapeten die wichtigsten Exportartikel der neu entstandenen Neuenburger Industrie dar. 1826 liess der Chocolatier Philippe Suchard seine erste Schokoladenfabrik im Neuenburger Vorort Serrières bauen und begründete damit die bekannte Marke Suchard. 1833 wurde die Stadt Le Locle durch eine Feuersbrunst praktisch vollständig zerstört und nach dem Vorbild von La Chaux-de-Fonds wieder aufgebaut (La Chaux-de-Fonds wurde 1794 selbst bei einer verheerenden Feuersbrunst zu drei Vierteln eingeäschert und in der Folge mit einem rechtwinkeligen Grundriss neu aufgebaut). 1834 wurde in der Stadt Neuenburg die erste Akademie eröffnet und 1839 wurde der Wildbach Seyon, der die Stadt Neuenburg immer wieder überschwemmte, in Rohre verlegt und um die Stadt herumgeleitet. 1843 wurde in La Chaux-de-Fonds die erste Synagoge des Kantons eröffnet.

### Republikanische Verfassung

Das historische Wappen des Fürstentums Neuenburg bis 1848

Nachdem Neuenburg als Kanton in die Eidgenossenschaft aufgenommen worden war, behielt der preussische König nur die Hoheitsrechte als persönlichen Besitz. Diese Doppelstellung Neuenburgs (Neuenburger Frage) war auf Dauer nicht haltbar. Bereits im September und im Dezember 1831 unternahmen Neuenburger Republikaner und Demokraten, unter Führung von Alphonse Bourquin, einen Versuch, das nach dem Wiener Kongress restaurierte Ancien Régime der Royalisten zu stürzen. Der Aufstand wurde jedoch niedergeschlagen und dem Gouverneur Ernst von Pfuel gelang es zunächst, die alte Ordnung aufrechtzuerhalten.
Am 1. März 1848 rebellierte die Neuenburger Bevölkerung unter der Führung von Republikanern aus Le Locle und La Chaux-de-Fonds gegen den preussischen Monarchen. Etwa 1400 bewaffnete Bergbewohner unter dem Kommando von Fritz Courvoisier und Ami Girard marschierten von La Chaux-de-Fonds aus über die Vue des Alpes nach Valangin und nahmen die dortige Burg ein. Am Abend desselben Tags nahmen sie unter dem Jubel des Volkes auch das Schloss in der Stadt Neuenburg ein, wo die Regierung unter Ernst von Pfuel in aller Form abdankte und die Amtsgeschäfte einer neuen provisorischen Regierung unter Alexis-Marie Piaget übergab. Die preussische Regierung in Berlin begnügte sich mit einem Protest gegen diesen Übergriff und der König von Preussen entband die in Neuenburg gefangen gehaltenen Staatsräte ihres Treueeids auf ihn. Ein Verfassungsrat erarbeitete in der Folge eine neue Verfassung im Geiste einer repräsentativen Demokratie, die vom Volk am 30. April 1848 angenommen wurde. Neuenburg nannte sich fortan «République et Canton de Neuchâtel».

### Royalistischer Putsch und Neuenburgerhandel
Eine kleine Fraktion von Royalisten hielt sich im Kanton Neuenburg beharrlich von allen Staatsgeschäften fern und versuchte mit allen Mitteln, eine Abspaltung Neuenburgs von der Schweiz zu erzwingen. An der Spitze dieser Fraktion standen der ehemalige Staatsrat Georges Frédéric Petitpierre von Wesdehlen und der Graf Friedrich von Pourtalès-Steiger. Letzterer gab kurz nach der Rückkehr von einer Berlinreise am 29. August 1856 den Befehl zur Attacke, die in der Nacht vom 2. zum 3. September starten sollte. Der Befehl war «im Namen des Königs» unterzeichnet. Am Abend des 2. September 1856 drangen Hunderte von Royalisten in das Schloss von Neuenburg ein, besetzten es und hissten die schwarz-weisse Flagge Preussens auf dem Schlossturm. Am Morgen des 4. September 1856 drangen bewaffnete Republikaner in das Schloss und nahmen nach schwacher Gegenwehr die Führer des royalistischen Aufstandes gefangen. Der royalistische Putsch war gescheitert, doch die Affaire drohte zu eskalieren. König Friedrich Wilhelm IV. von Preussen verlangte die sofortige Freilassung der gefangenen Royalisten, wogegen sich die Schweiz jedoch mit Nachdruck widersetzte. Nachdem der Bundesrat eine Amnestie für die Royalisten verweigert hatte, bereiteten sich Preussen und die Schweiz auf einen Krieg vor. Der Schweizer General Guillaume-Henri Dufour entsandte Truppen zur Grenzsicherung an den Rhein. In Basel wurde kurzfristig eine temporäre strategische Brücke (Dufourbrücke) über den Rhein gebaut, um genügend Brückenkapazität für Truppenverschiebungen auf die rechtsrheinische Seite zu haben.
Unter Vermittlung von Napoleon III. wurde der Streit friedlich beigelegt, und der preussische König verzichtete im Vertrag von Paris am 26. Mai 1857 endgültig auf seinen Anspruch auf das Fürstentum Neuenburg. Im Gegenzug gewährten die Schweizer Bundesorgane im sogenannten Neuenburgerhandel den Rebellen eine Amnestie. Am 19. Juni 1857 entband der preussische König in einer feierlichen Proklamation die Neuenburger von ihrem Treueid. Damit endete staats- und völkerrechtlich die, mit einer kurzen Unterbrechung zwischen 1806 und 1814, 150 Jahre dauernde preussische Herrschaft in Neuenburg, selbst wenn sie faktisch bereits durch die Ausrufung der Republik im Jahre 1848 beendet worden war.

### Absinthverbot und Universitätsgründung
Am 7. Oktober 1910 wurde der Absinth in der Schweiz aufgrund einer Volksabstimmung vom 5. Juli 1908 verboten. Das Val de Travers verlor damit einen seiner wichtigsten Industriezweige. Die Familie Pernod verliess die Schweiz und baute ihre Fabriken zur Absinthproduktion im französischen Pontarlier unweit der Landesgrenze neu auf. Am 1. März 2005 wurde das Absinthverbot in der Schweiz aufgehoben. Im ersten Jahr nach der Legalisierung wurden im Val de Travers etwa 130'000 Liter Absinth hergestellt, die illegale Produktion zu Zeiten der Prohibition betrug nach Schätzungen der Eidgenössischen Alkoholverwaltung etwa 50'000 Liter pro Jahr.
1909 wurde die Neuenburger Akademie in die Universität Neuenburg umgewandelt.

## Wirtschaft
2011 betrug das Bruttoinlandsprodukt (BIP) pro Einwohner 81'661 Schweizer Franken. 2012 wurden im Kanton Neuenburg 102'820 Beschäftigte gezählt, wovon 2'381 auf den primären (Urproduktion), 35'558 auf den sekundären (Industrie) und 64'881 auf den tertiären Sektor (Dienstleistung) entfielen. 13'264 Arbeitsstätten wurden 2012 im Kanton gezählt (davon 922 im primären, 2'515 im sekundären und 9'827 im tertiären Sektor). Die Arbeitslosenquote bezifferte sich per 30. Juni 2021 auf 3,9 Prozent gegenüber 2,8 Prozent auf eidgenössischer Ebene. 1960, zur Blütezeit der Uhrenindustrie, waren noch 61,0 Prozent im zweiten Sektor beschäftigt.
Im Jahr 2020 wurde 11,5 Prozent der landwirtschaftlichen Nutzfläche des Kantons durch 112 Betriebe biologisch bewirtschaftet.

## Verwaltungsgliederung

### Politische Gemeinden

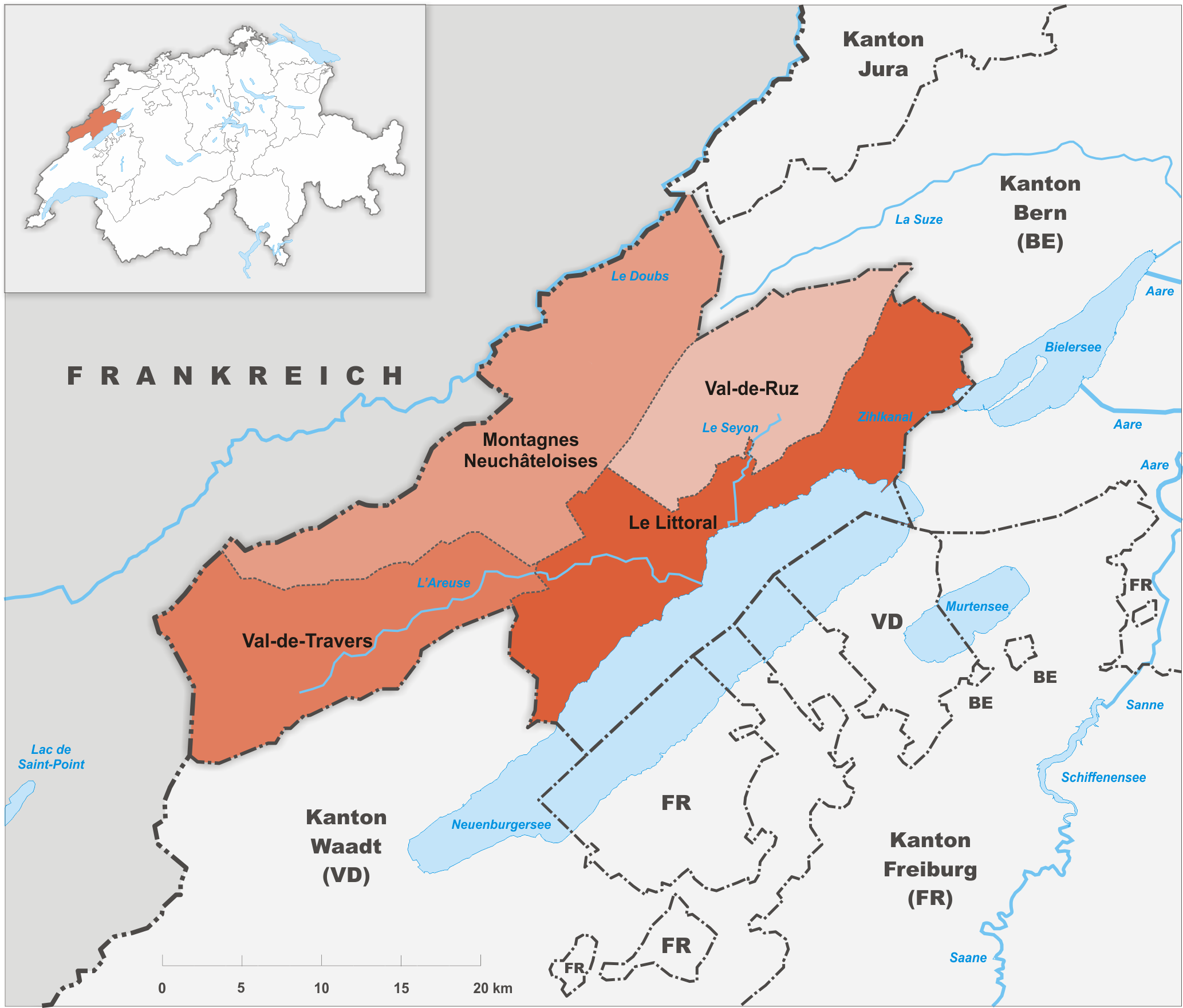
Regionen des Kantons Neuenburg

Der Kanton Neuenburg zählt seit 1. Januar 2021 27 politische Gemeinden. Per 1. Januar 2013 fusionierten im damaligen Bezirk Val-de-Ruz 15 von insgesamt 16 Gemeinden zu einer einzigen Gemeinde namens Val-de-Ruz. Per 1. Januar 2021 wurde ein Fusionsvorhaben vollzogen, wodurch der Hauptort Neuenburg (Neuchâtel) zur bevölkerungsreichsten Gemeinde des Kantons wurde.
Nachfolgend sind jene politischen Gemeinden aufgeführt, die mindestens 5'000 Einwohner per 31. Dezember 2023 zählten:
| Politische Gemeinde   | Einwohner |
| --------------------- | --------- |
| Neuenburg (Neuchâtel) | 44'898    |
| La Chaux-de-Fonds     | 37'233    |
| Val-de-Ruz            | 17'499    |
| Le Locle              | 10'875    |
| Val-de-Travers        | 10'649    |
| Milvignes             | 09312     |
| La Grande Béroche     | 09082     |
| Boudry                | 06320     |
| La Tène               | 05520     |

### Bezirke

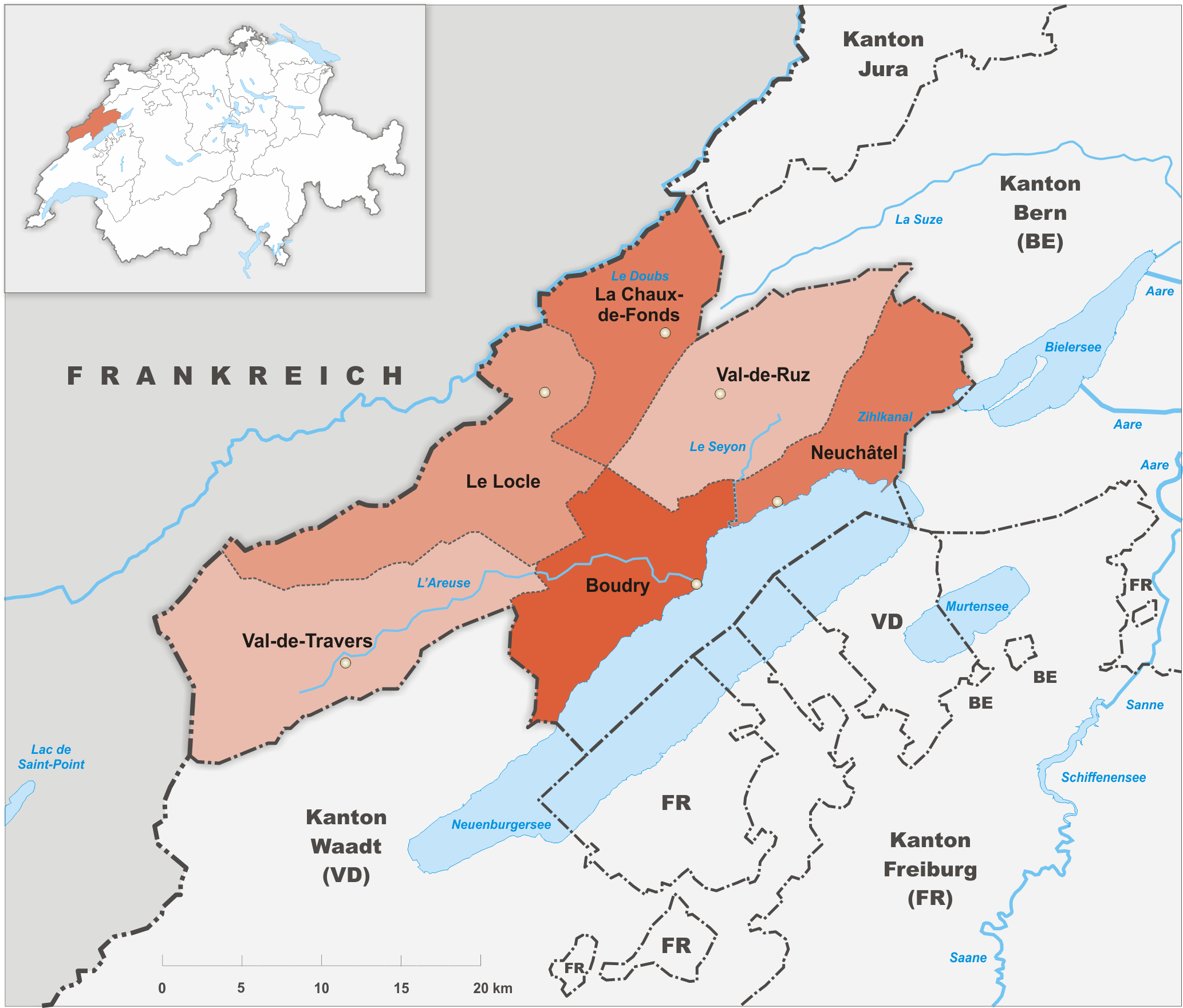
Ehemalige Bezirke des Kantons Neuenburg

Der Kanton war bis zum Inkrafttreten der neuen Kantonsverfassung zum 1. Januar 2018, mit der die Bezirke abgeschafft wurden, in sechs Bezirke (districts) und vier geographische Regionen (régions) gegliedert:
- Littoral: Bezirke Neuenburg und Boudry
- Val-de-Ruz: Bezirk Val-de-Ruz
- Val-de-Travers: Bezirk Val-de-Travers
- Montagnes: Bezirke La-Chaux-de-Fonds und Le Locle